# Mirsad Sejdić
Mirsad Sejdić (* 21. August 1953 in Jajce, SFR Jugoslawien, heute Bosnien und Herzegowina) ist ein ehemaliger jugoslawischer Fußballspieler.

## Karriere
Mirsad Sejdić begann seine Karriere 1976 bei FK Borac Banja Luka. Dort spielte er vier Jahre lang und wechselte anschließend zu NK Olimpija Ljubljana. Für Olimpija Ljubljana spielte Sejdić nur eine Saison und so ging der Stürmer in die Türkei zu Galatasaray Istanbul.
In seiner ersten Saison für die Gelb-Roten spielte Sejdić in vier Ligaspielen und erzielte ein Tor. Am Ende der Saison gewann er mit seinen Mannschaftskollegen den türkischen Pokal, drei Wochen später folgte der türkische Supercup. Vor der Saison 1984/85 wechselte Mirsad Sejdić zu Bursaspor. In dieser Spielzeit erzielte er in 32 Ligaspielen 14 Tore, das war seine persönlich beste Saison. Nach nur einer Saison verließ Sejdić Bursaspor und wurde Spieler von Altay İzmir.
Seine Karriere beendete Mirsad Sejdić nach der Saison 1987/88 bei Bakırköyspor.

## Erfolge
Galatasaray Istanbul
- Türkischer Fußballpokal: 1982
- Devlet Başkanlığı Kupası: 1982